# René Le Brecq
René Auguste Louis P. Le Brecq est un homme politique français né le 13 mars 1876 à Saumur (Maine-et-Loire) et mort le 25 décembre 1952 à Briare (Loiret)

## Biographie
René Le Brecq effectue l'école spéciale militaire de Saint-Cyr, dont il sort en 1899 avec la promotion de Bourbaki. 
Quand il prend sa retraite de l'armée, il est versé dans la réserve comme lieutenant-colonel d'Infanterie.
Propriétaire du château de Praslin à Nogent-sur-Vernisson, il est élu député du Loiret de 1914 à 1924 et siège au groupe de la Gauche démocratique, puis de l'Entente républicaine démocratique.